# 丙酸
丙酸(propanoic acid)，又稱初油酸，是含有三个碳原子的羧酸和短链饱和脂肪酸，化学式为C2H5COOH。纯的丙酸是无色、腐蚀性的液体，带有刺激性气味。

## 製備
工业上丙酸是通过四羰基镍催化剂存在下，乙烯的加氢羧化反应制得的：
RCH=CH
2  +  H
2O  +  CO    →   C
2H
5COOH
它也可以通过丙醛的氧气氧化得到。在钴或锰离子存在下，该反应在40-50°C即可发生：
C
2H
5CHO + ½ O2 → C
2H
5COOH
以前乙酸的生产会产生大量的丙酸副产品。

## 反應
具有酸的通性，可以跟鹼反應。例如跟氫氧化鈉發生酸鹼中和反應，生成丙酸鈉和水。
同時丙酸是羧酸，因此有以下反應：
- 被氫化鋁鋰還原成正丙醇
- 跟三氯化磷發生反應生成丙酰氯
- 與各種醇類發生酯化反應生成丙酸酯

## 危害
健康危害
吸入本品對呼吸道有強烈刺激性，可發生肺水腫。蒸氣對眼有強烈刺激性，液體可致嚴重眼損害。皮膚接觸可致灼傷。大量口服出現噁心、嘔吐和腹痛。
環境危害
對環境有危害，對水體可造成污染。
燃爆危險
本品易燃，具腐蝕性、強刺激性，可致人體灼傷。